# Evelyn Ashford
Evelyn Ashford (Shreveport, Louisiana, 1957. április 15. –) négyszeres olimpiai bajnok amerikai atlétanő. Sprinterként versenyzett, olimpiai aranyérmeit 100 méteren és 4 × 100 méteres váltóban szerezte. Több mint harmincszor futott 11 másodpercen belüli 100 métert, ő volt az első nő, aki olimpián is 11 másodperc alatti időt ért el.

## Egyéni legjobbjai
| Táv       | Eredmény (szél) | Hely     | Dátum               |
| --------- | --------------- | -------- | ------------------- |
| 100 méter | 10,76 (+1,7)    | Zürich   | 1984. augusztus 22. |
| 200 méter | 21,83 (-0,2)    | Montréal | 1979. augusztus 24. |